# Osservatorio di Bédoin
L'osservatorio di Bédoin (in francese Observatoire de Bédoin) è un osservatorio astronomico francese situato nell'omonimo comune della Francia meridionale, alle coordinate 44°06′47.94″N 5°14′45.96″E. Il suo codice MPC è 132 Bedoin.
L'osservatorio nasce per iniziativa privata dell'astronomo Pierre Antonini.
Il Minor Planet Center accredita l'osservatorio per la scoperta dell'asteroide 13705 Llapasset, effettuata il 19 agosto 1998.